# Geografía de Surinam
La geografía de Surinam está caracterizada por el asentamiento de dicho país en el norte de América del Sur, bordeando el Océano Atlántico Norte, entre la Guayana Francesa y Guyana. Surinam está cubierto en su gran mayoría por bosques tropicales, que contienen una gran diversidad de flora y fauna que, en su mayor parte, se encuentran amenazados por los nuevos desarrollos. Su población es relativamente reducida, la mayoría de sus habitantes viven a lo largo de la costa.

## Emplazamiento
Surinam se encuentra ubicada en la zona norte de América del Sur, emplazado sobre la costa del mar del Caribe la que delimita su frontera norte.
Sus coordenadas geográficas: 4°00′N 56°00′O / 4.000, -56.000
- Mapa referenciales: América del Sur

### Área
Surinam posee una superficie total de 163 270 kilómetros cuadrados, de los cuales 161.470 kilómetros cuadrados corresponden a tierra, mientras que 1.800 kilómetros cuadrados corresponden a espejos de agua.

### Límites territoriales
- Total: 1 707 kilómetros (1 061 millas)

Países fronterizos:
- Brasil - 597 kilómetros (371 millas)
- Guayana Francesa - 510 kilómetros (317 millas)
- Guyana - 600 kilómetros (373 millas)

- Kilómetros de costa: 386 kilómetros (240 millas)

### fronteras marítimas
- Zona económica exclusiva: 200 millas náuticas (370,4 km, 230,2 mi)

- Mar territorial: 12 millas náuticas (22,2 km, 13,8 km)

## Clima

### Clima
Surinam tiene un clima del tipo tropical, y es moderado por los vientos fuertes.

### Cambio climático
El cambio climático en Surinam se refiere a los efectos del cambio climático en Surinam. Estos efectos incluyen el aumento de las temperaturas y el incremento de los fenómenos meteorológicos más extremos. Como país relativamente pobre, sus contribuciones al cambio climático han sido limitadas. Además, debido a la gran cobertura forestal, el país ha tenido una economía de carbono negativo desde 2014.

## Terreno

### Terreno
La mayor parte del país está formado por colinas, pero hay una estrecha llanura costera pantanosa de terreno.

### Extremos
- Punto más bajo: lugar sin nombre en la planicie costera - 2 metros (7 pies) por debajo del nivel del mar.

- Punto más alto: Tope Juliana  - 1 280 metros (4.200 pies)

### Recursos naturales
La madera, la energía hidráulica, pescado, caolín, camarones, bauxita y oro. Pequeñas cantidades de níquel, cobre, platino y mineral de hierro.

### Uso de la tierra
(Uso según Estimaciones de 1993)
- Tierras arables: 0,36%
- Cultivos permanentes:> 0,6%
- Pastos permanentes: 0%
- Otros: 99,58%

### Tierras de regadío
(Uso según estimaciones de 1993)
- 600 kilómetros cuadrados (232 millas cuadradas)

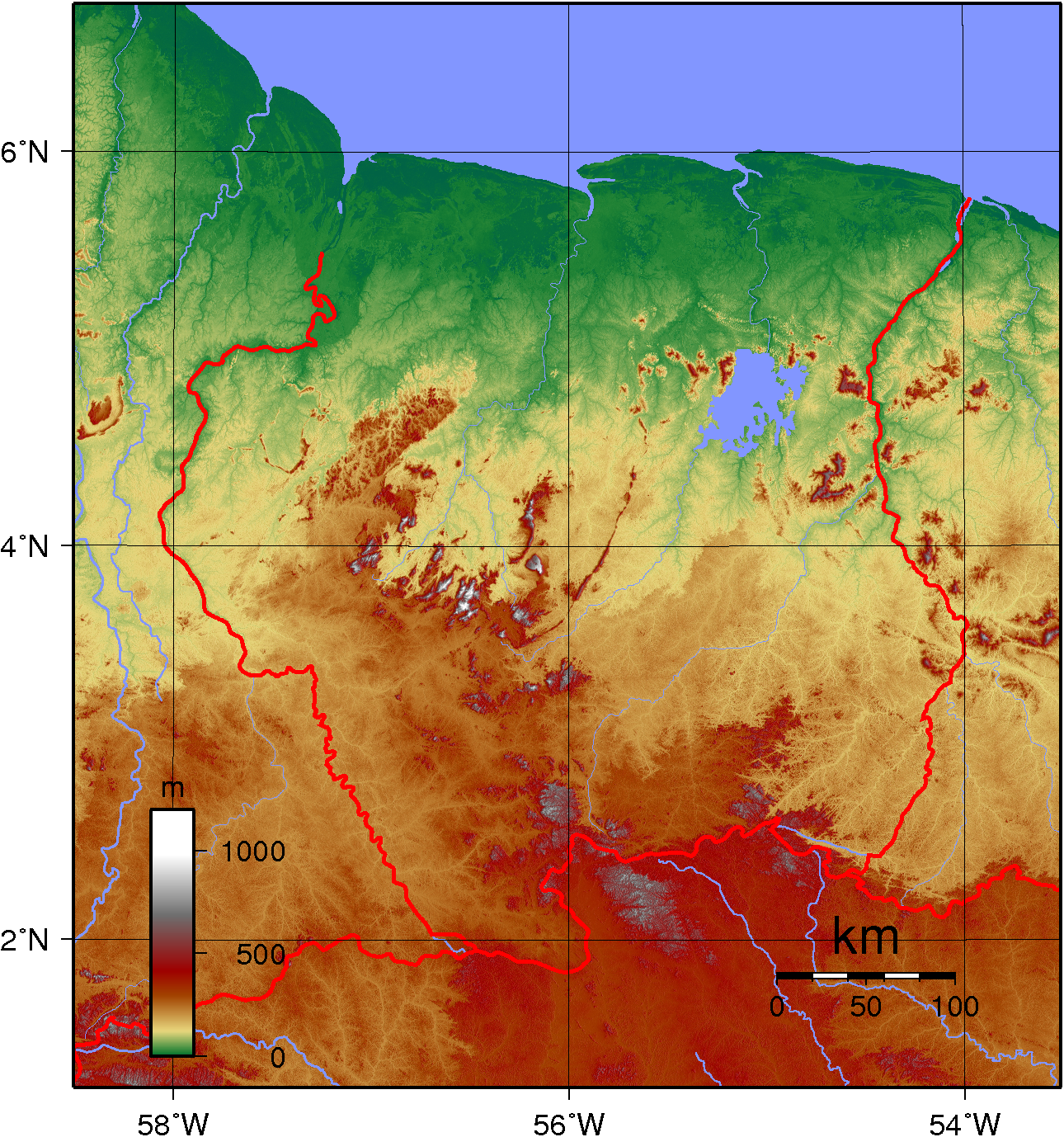
Mapa Topográfico de Surinam.

## Hidrología
El país tiene un gran embalse, el embalse de Brokopondo. Varios ríos lo atraviesan, incluido el río Surinam, el río Nickerie y el Maroni o río Marowijne.
- Río Surinam
- Río Corentín
- Río Coppename
- Río Maroni
- Río Nickerie
- Río Saramacca
- Río Tapanahony
- Río Paloemeu